# Natalija Borysenko
Natalija Serhijiwna Borysenko (ukr. Наталія Сергіївна Борисенко;  ur. 3 grudnia 1975 w Browarach) – ukraińska piłkarka ręczna, medalistka olimpijska i mistrzostw Europy.
Ukończyła studia z wychowania fizycznego (1997), w karierze grała m.in.w klubie Kometal Skopje (Macedonia).
Grała jako bramkarka. Została wicemistrzynią Europy w 2000 roku, wystąpiła również na letnich igrzyskach w Atenach, na których Ukraina zdobyła brązowy medal olimpijski.
Odznaczona Orderem Księżnej Olgi III stopnia (2004), zasłużona mistrzyni sportu Ukrainy (2004).